# Jason Butler

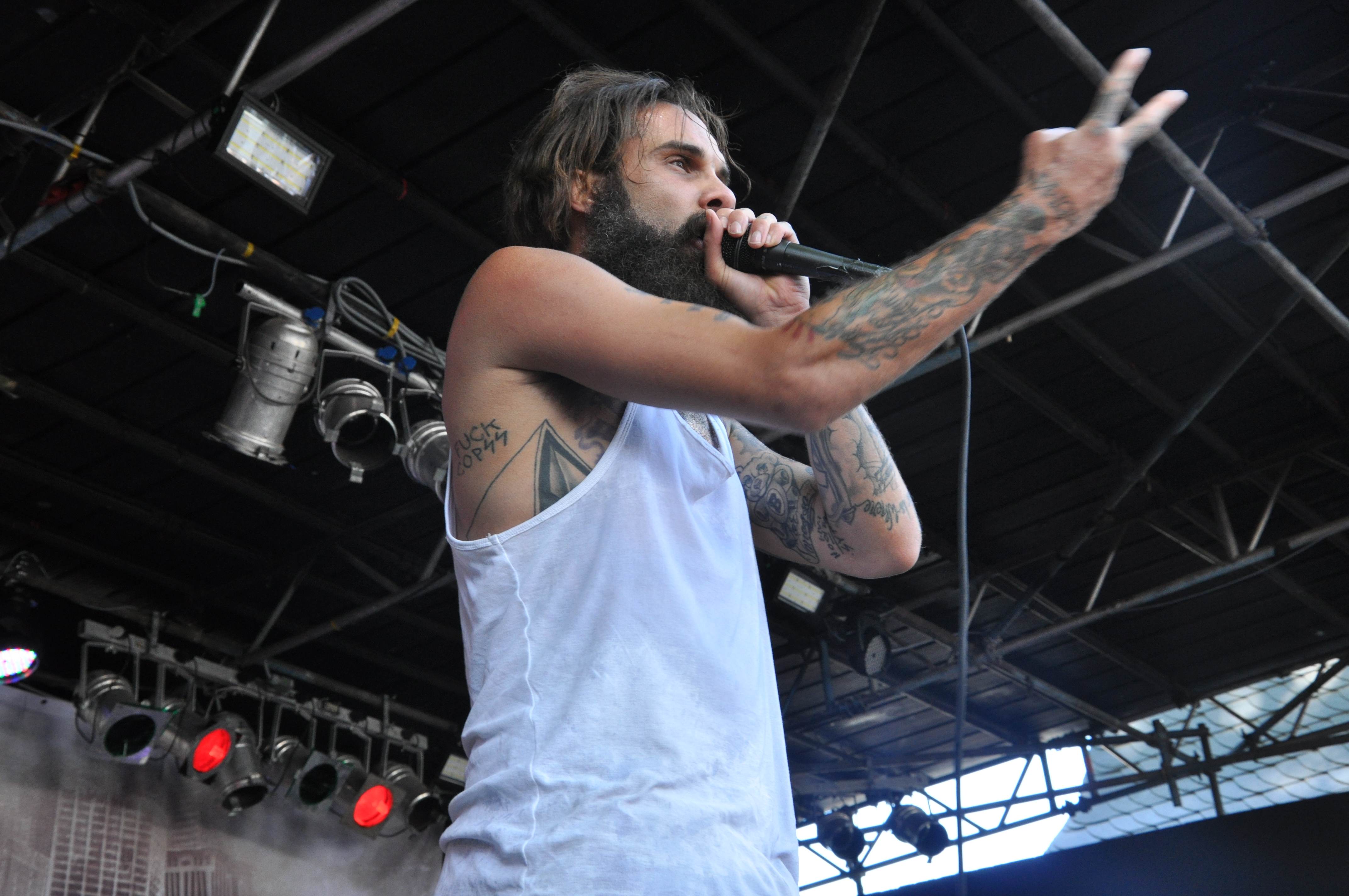
Jason Aalon Butler bei einem Auftritt auf dem Summerblast Festival in Trier, 2014.

Jason Aalon Alexander Butler (* 16. Juli 1986 in Los Angeles, Kalifornien) ist ein US-amerikanischer Rock- und Punkmusiker.

## Leben
Jason Aalon Butler wurde am 16. Juli 1986 in Los Angeles als Sohn des afroamerikanischen Soulmusikers Aalon Butler und einer weißen Frau geboren. Aufgrund der Tatsache, dass sein Vater dauerhaft mit seiner Soul-Band Aalon auf Tournee war und seine Mutter mit den Folgen ihrer Leukämieerkrankung zu kämpfen hatte, war der junge Butler bereits in seiner Kindheit gezwungen, sich um seine jüngere Schwester zu kümmern. In seiner Schulzeit hatte Butler Schwierigkeiten sich in die Schulgesellschaft zu integrieren, was auf die interkulturelle Ehe seiner Eltern zurückzuführen war. In einem Interview sagte Butler, dass seine Schulfreunde allesamt aus den sozialen Minderheiten entstammten, entweder Afro-Amerikaner, Latino oder asiatische Wurzeln hatten. Sein Bruder hat eine höhere Anstellung bei der Polizei.
Seit September 2014 ist Butler mit der neuseeländischen Sängerin Gin Wigmore verheiratet. Die Hochzeit fand im privaten Umfeld auf Hawaii statt. In mehreren Interviews erzählte Butler, dass er später selbst Vater werden wolle, um seinen Kindern eine Kindheit zu ermöglichen, die er nie hatte. Er sagte, dass er noch nie Drogen konsumiert habe. Er trinkt auch keinen Alkohol.

## Karriere
Als Kind eines Musikers spielte Musik in seiner Kindheit eine große Rolle. Bereits als Kind hörte Butler eine Menge Musik, welche sich über mehrere Musikrichtungen erstreckte. R&B, Soul und Popmusik hatten demnach einen großen Einfluss auf Butler. Als musikalische Einflüsse zählt er unter anderem Musiker wie James Brown und Michael Jackson auf.
Im Jahr 2002 gründete er die Post-Hardcore-Band letlive. um seine Gefühle in Musik verpacken zu können. Diese steht zurzeit bei Epitaph Records unter Vertrag und hat bereits vier Studioalben veröffentlicht, welche auf internationaler Ebene recht erfolgreich sind. Im April 2017 gab die Band ihre Auflösung bekannt. Im Juli, drei Monate nach der Auflösung von letlive., gab Butler die Gründung seines neuen Musikprojektes unter dem Namen The Fever 333 bekannt.
Anfang des Jahres 2018 gab Butler die Gründung der Hardcore-Punk-Band Pressure Cracks bekannt.

## Gentlemen in Real Life
Neben seiner Tätigkeit als Rockmusiker, betreibt Butler ein eigenes Modeunternehmen mit dem Namen Gentlemen in Real Life. In einem Interview mit dem australischen Blunt Magazine erzählte Butler über seine Passion für Mode, die er seit seiner Kindheit hat, da er unter ärmlichen Verhältnissen aufwuchs. G.I.R.L. verkauft verschiedene Modegegenstände von Kleidung und Accessoires bis hin zu Seifen und Ölen.

## Diskografie

### Mit Pressure Cracks
- 2018: Pressure Cracks (EP)

### Mit The Fever 333
- → Hauptartikel: Fever 333

### Als Gastmusiker
- 2012: Tangled in the Great Escape von Pierce the Veil
- 2012: I'm (Not) the One von Your Demise
- 2014: Wide Eyed von The Ghost Inside
- 2014: Say Hello to the Bad Guy von Emarosa
- 2015: Stained Glass Ceilings von The Wonder Years